# 江南丘陵
江南丘陵指的是长江以南，南岭北，武夷山和天目山等山脉以西，雪峰山以东的广大低山、丘陵的总称。其范围介于介于北纬25°—31°，东经110°—120°之间，包括湖南省、江西省的中南部，安徽省南部的广大地区，江苏省西南部，浙江省西部。地势绵延起伏，海拔多在200-600米之间，主要山峰超过1500米，总面积约为37万平方公里。
山脉多呈东北-西南走向，可分为几部分：
- 湘西、湘中丘陵：武陵山、雪峰山；衡山等
- 赣南、赣东丘陵：幕阜山、罗霄山；怀玉山、雩山等
- 皖南、宁镇丘陵：黄山、九华山；茅山等

各丘陵地之间多河谷盆地，适合发展农业；山区富矿藏。